# 科尔代阿克
科尔代阿克（法語：Cordéac，法語發音：[kɔʁdeak]）是法国伊泽尔省的一个旧市镇，属于格勒诺布尔区。2017年，科尔代阿克与市镇圣塞巴斯蒂安合并为新市镇特列沃地区沙泰勒。

## 地理
科尔代阿克（44°49'38"N, 5°50'17"E）面积26.62 平方千米，位于法国奥弗涅-罗讷-阿尔卑斯大区伊泽尔省，该省份为法国东南部内陆省份，北起顺时针与安省、萨瓦省、上阿尔卑斯省、德龙省、阿尔代什省、卢瓦尔省和罗讷省。
与科尔代阿克接壤的市镇（或旧市镇、城区）包括：圣塞巴斯蒂安、博蒙地区拉萨勒、芒斯、佩拉福勒、博蒙地区凯、圣博迪耶和皮佩、昂贝勒。
科尔代阿克的时区为UTC+01:00、UTC+02:00（夏令时）。

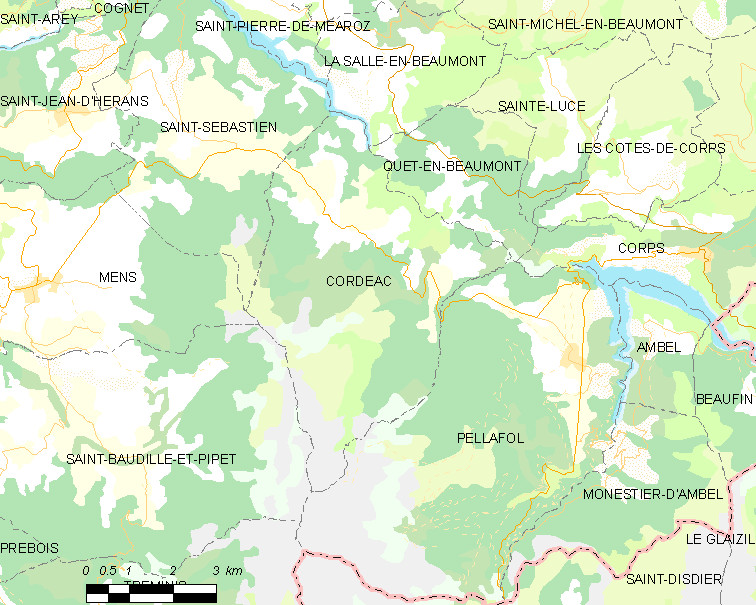
科尔代阿克的OSM定位图

## 行政
科尔代阿克的邮政编码为38710，INSEE市镇编码为38125。

## 政治
科尔代阿克所属的省级选区为马泰西讷-特列沃县。

## 人口

1962-2008年间科尔代阿克人口变化图示

科尔代阿克于2018年1月1日时的人口数量为210人。